# Alamo (Texas)
Alamo ist eine Stadt im südlichen, dicht besiedelten Zentrum von Hidalgo County des US-Bundesstaats Texas. Das U.S. Census Bureau hat bei der Volkszählung 2020 eine Einwohnerzahl von 19.493 ermittelt.
Die Stadt – die nicht mit der gleichnamigen Missionsanlage in San Antonio sowie der während des Texanischen Unabhängigkeitskriegs dort ausgetragenen Schlacht zu verwechseln ist, nach diesen allerdings ihren Namen erhielt – wurde 1908 gegründet, gilt innerhalb der Region als landwirtschaftliches Transport- und Weiterverarbeitungszentrum und hatte laut US-Zensus 2017 eine Einwohneranzahl von 19.442.

## Beschreibung

Stehgewässer im nahegelegenen Santa Ana National Wildlife Refuge

Alamo liegt im dichtbesiedelten südlichen Zentrum des Hidalgo County – das wiederum Teil einer städtischen Verdichtungszone ist, welche sich am unteren Rio Grande entlangzieht und von Brownsville (Cameron County) bis nach Rio Grande City und Roma (Starr County) reicht. Hauptverkehrsachse ist der US Highway 83, der parallel zum Rio Grande verläuft und die Siedlungszentren im südlichen Teil des Rio Grande Valley miteinander verbindet. Das Stadtgebiet umfasst knapp 20 Quadratkilometer. Es liegt östlich des benachbarten San Juan und erstreckt sich mit einer kleineren Hälfte nordseitig sowie einer größeren südseitig des US-Highways. Der nordwestlich gelegene Ort North Alamo sowie das südöstlich gelegene South Alamo sind zu statistischen Zwecken definierte Einheiten, sogenannte census-designated places. Weitere Nachbarorte beziehungsweise -städte sind Donna im Osten sowie Scissors im Südwesten. Der äußere Südteil des Stadtgebiets sowie der Großteil des benachbarten South Alama werden von drei Colonias eingenommen – Wohnansiedlungen mit defizitiärer Energie- und Wasserversorgung, in denen vor allem (Neu-)Einwanderer leben.
Landschaftlich ist Alamo Teil des unteren Rio Grande Valley – einer flachen, fruchtbaren Fluss-Anrainerregion, in der vor allem Zitrusfrüchte- und Gemüse-Intensivanbau betrieben wird. Das Klima in der Region ist subtropisch und subhumid. Die Temperaturangaben für die nicht weit entfernte Regionalmetropole McAllen reichen von durchschnittlich 8 °C im Januar bis zu 35 °C im Juli. Die durchschnittliche Jahrestemperatur beträgt 23 °C. Die durchschnittliche Niederschlagsmenge liegt bei 23 Zentimeter pro Monat. Haupt-Regenmonate sind Mai und September.
Gegründet wurde Alamo in den 1900er-Jahren – im Zuge des Erschließungsbooms, welcher auf die Einführung der kommerziellen, bewässerungssystemunterstützten Landwirtschaft im unteren Rio-Grande-Tal folgte. Zwischen 1902 und 1909 kauften die beiden Grundstücksspekulanten Peter Ebenezer und George Hawkins eine größere Landfläche zusammen. Bis 1908 entstanden die Grundrisse der späteren Stadt, eine Eisenbahnstation sowie eine Anlegestelle für Schiffe. Die Unterbringung der ersten Siedler erfolgte zunächst in einer Art Camp. 1909 verkauften die beiden Investoren das Gebiet an die Alamo Land and Sugar Company. Die Gesellschaft verlegte das Ortszentrum weiter vom Fluss weg. Der Aufbau der Stadt erfolgte unter der Ägide der Alamo Townside Company, deren Eigner – C. H. Swallow und Rentfro B. Creager – sich um den Zuzug neuer Siedler bemühten. Der Ort, der zuerst Forum und später Swallow geheißen hatte, wurde schließlich in Alamo umbenannt. Die inkorporierten Stadtrechte erhielt Alamo 1924. Die Einwohnerzahl, welche 1924 rund 200 Personen betragen hatte, stieg bis 1936 auf 1.018 an. Wirtschaftlich profilierte sie sich vor allem als Versandzentrum für in der Region geerntete Zitrusfrüchte sowie andere landwirtschaftliche Produkte.

## Demografie
Bis 1980 war die Bevölkerungsentwicklung Alamos von einem langsamen, kontinuierlichen Anstieg gekennzeichnet. Aufgrund der Einwanderungswelle aus Mexiko sowie anderen zentralamerikanischen Ländern, die ab den 1980ern einsetzte, stieg auch in Alamo – ebenso wie in fast allen Städten und Gemeinden im Hidalgo County – die Einwohneranzahl rapide an: von 5.831 im Jahr 1980 auf 9.412 ein Jahrzehnt später und auf 18.353 im Jahr 2010. 2017 lebten dem US-Zensus zufolge 19.442 Einwohner in der Stadt. Davon waren 9.281 männlich, 10.161 weiblich, 12.818 Erwachsene, 6.624 Kinder oder Jugendliche und 3.180 älter als 65 Jahre. Der Altersmedian lag bei 31,1 Jahren. 16.937 Einwohner beziehungsweise 87,1 % bezeichneten sich als Hispanic beziehungsweise Latino, 2.468 als Weiße (12,7 %) und 37 als Afroamerikaner (0,2 %). Angehörige der statistisch kleineren Gruppen Asiaten, indianische Natives sowie mehr als einer Ethnie angehörend waren in der Erhebung nicht vertreten.

Das Medianeinkommen betrug laut Quickfact-Infos der Zensus-Webseite pro Haushalt 36.239 US-Dollar (USD). An Personen, die in Armut leben, wies der Zensus 29,3 % aus, an Personen ohne Krankenversicherung 30,7 %. Der ermittelte Medianwert lag deutlich unter dem des Bundesstaats Texas (54.700 USD) als auch dem der USA insgesamt (55.300 USD). Verglichen mit anderen Median-Einkommenswerten in der McAllen-Area lag Alamo im Mittelbereich: So lagen die Werte für Edinburg, McAllen und Progreso Lakes mit 43.800, 45.600 und 86.400 USD zum Teil zwar deutlich über dem für Alamo ermittelten Medianwert. Andere Städte und Ortschaften hingegen wie zum Beispiel San Juan, Scissors und Citrus City rangierten mit Werten von 34.900, 21.500 und 15.000 USD zum Teil deutlich darunter.

## Bildung und Sehenswürdigkeiten
Für die Schulversorgung der Stadt ist der Independent School District Pharr–San Juan–Alamo zuständig. Der 1919 gegründete ISD deckt den östlichen Teil der Verdichtungsregion im zentral-südlichen Hidalgo County und bietet neben unterschiedlichen Elementary-, Middle-School- und High-School-Einrichtungen auch besondere Kurse – etwa im Rahmen der Studiumsvorbereitung sowie der Erwachsenenbildung – an. Laut Webseite des ISD beträgt die Anzahl der Schüler und Schülerinnen derzeit 32.000.
Als kulturelle Einrichtungen unterhält die Stadt ein Museum (City of Alamo Museum), eine Stadtbücherei (Sgt. Fernando De La Rosa Memorial Library) und eine Parkanlage (Alamo Nature Park). Überregional bekannt als Naturschutz-Reservoir ist das südlich der Stadt unmittelbar am Rio Grande gelegene Santa Ana National Wildlife Refuge. Das Gebiet umfasst 2.088 Hektar und beherbergt fast 400 Vogelarten, das Gros der in Nordamerika vorkommenden Schmetterlingsarten sowie weitere – teils vom Aussterben bedrohte – Wildtiere wie zum Beispiel Exemplare des Ozelot. Laut Webseite der Stadt beträgt die Anzahl der Besucher des Refuges jährlich rund 165.000.

Santa Ana National Wildlife Refuge
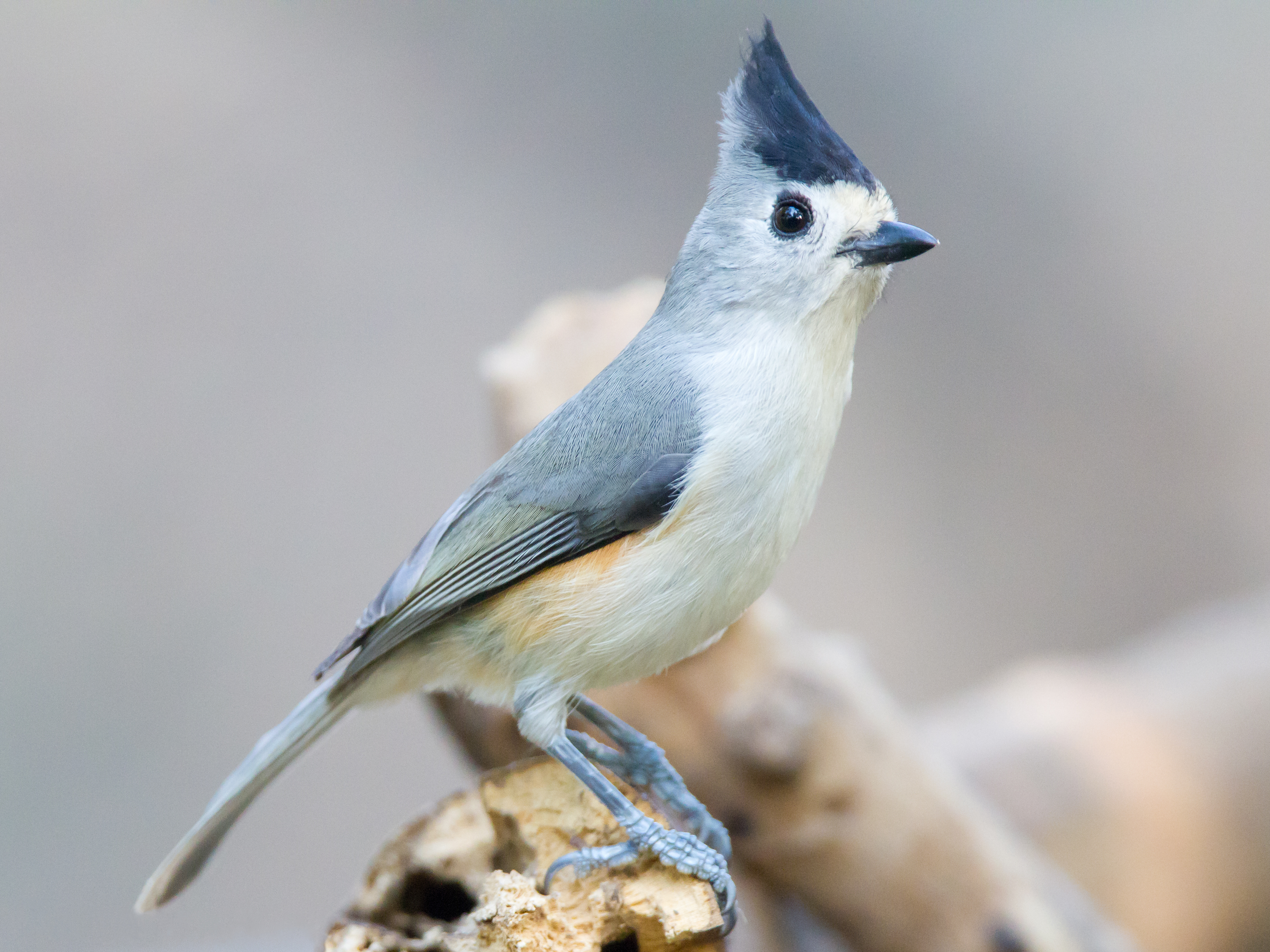
Schwarzhäubchenmeise
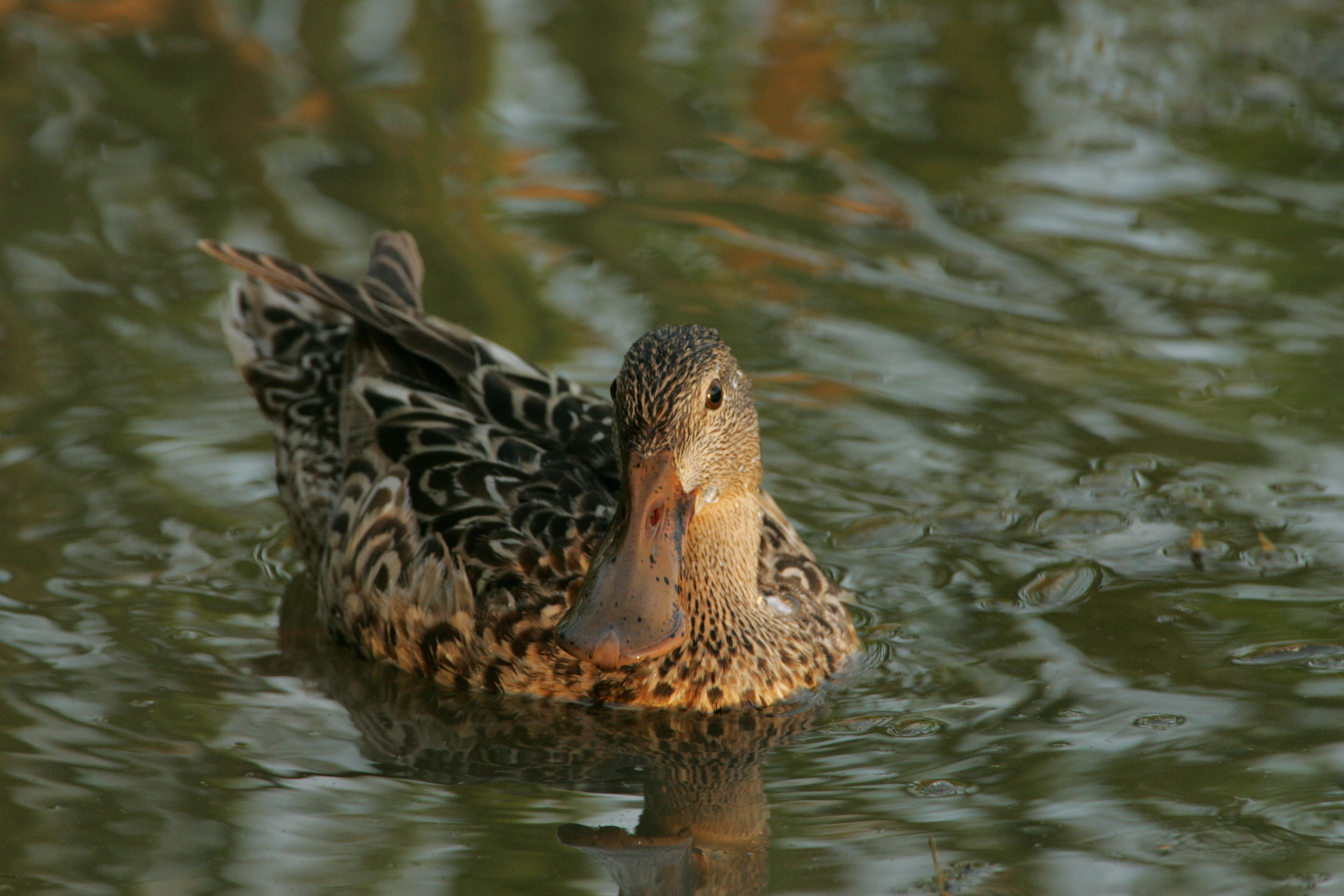
Löffelente
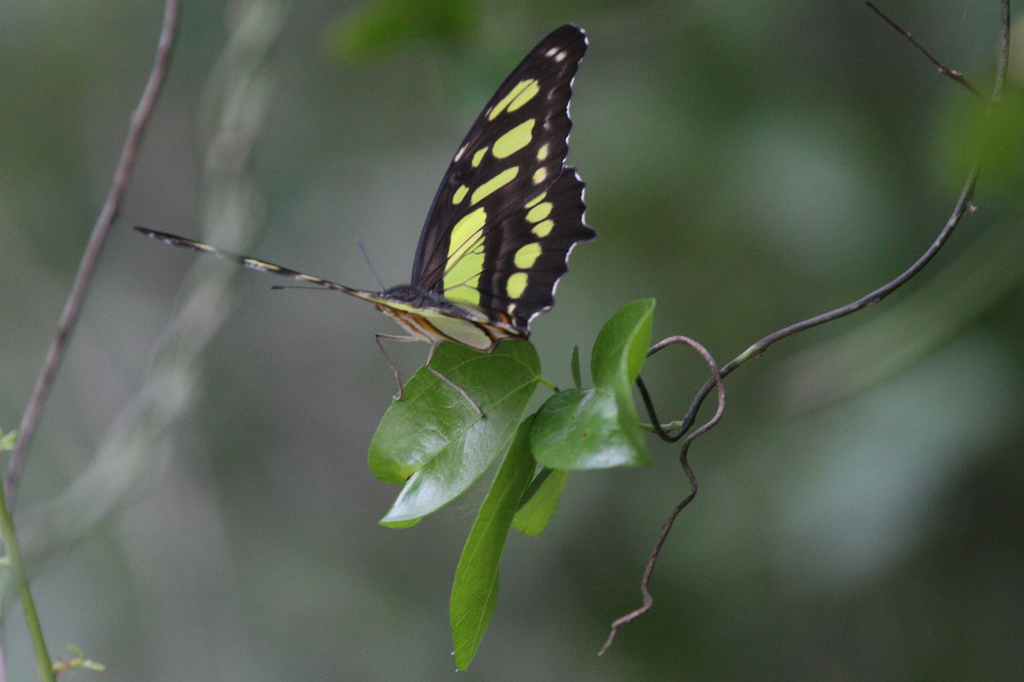
Malachitfalter
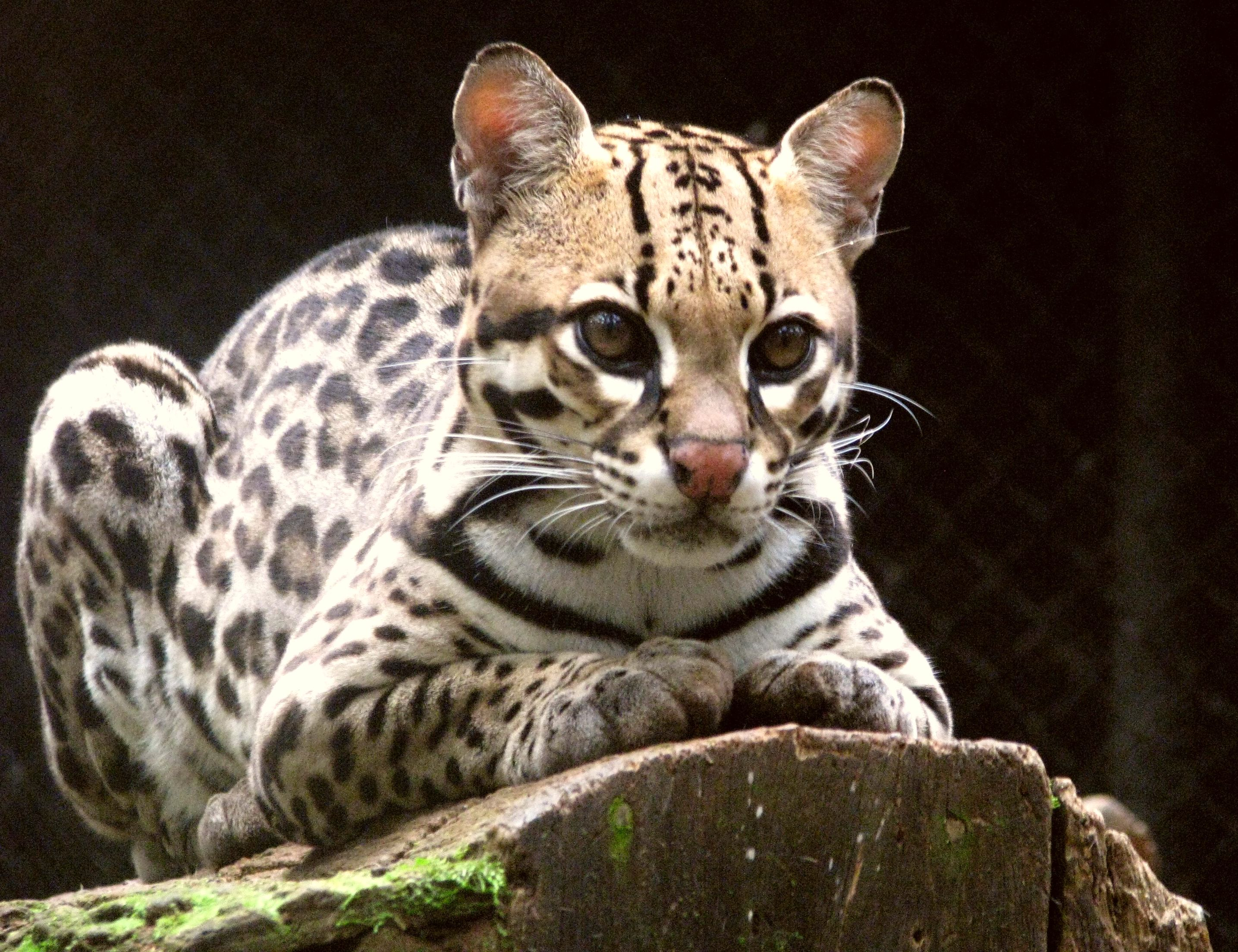
Ozelot
Palmenreihe
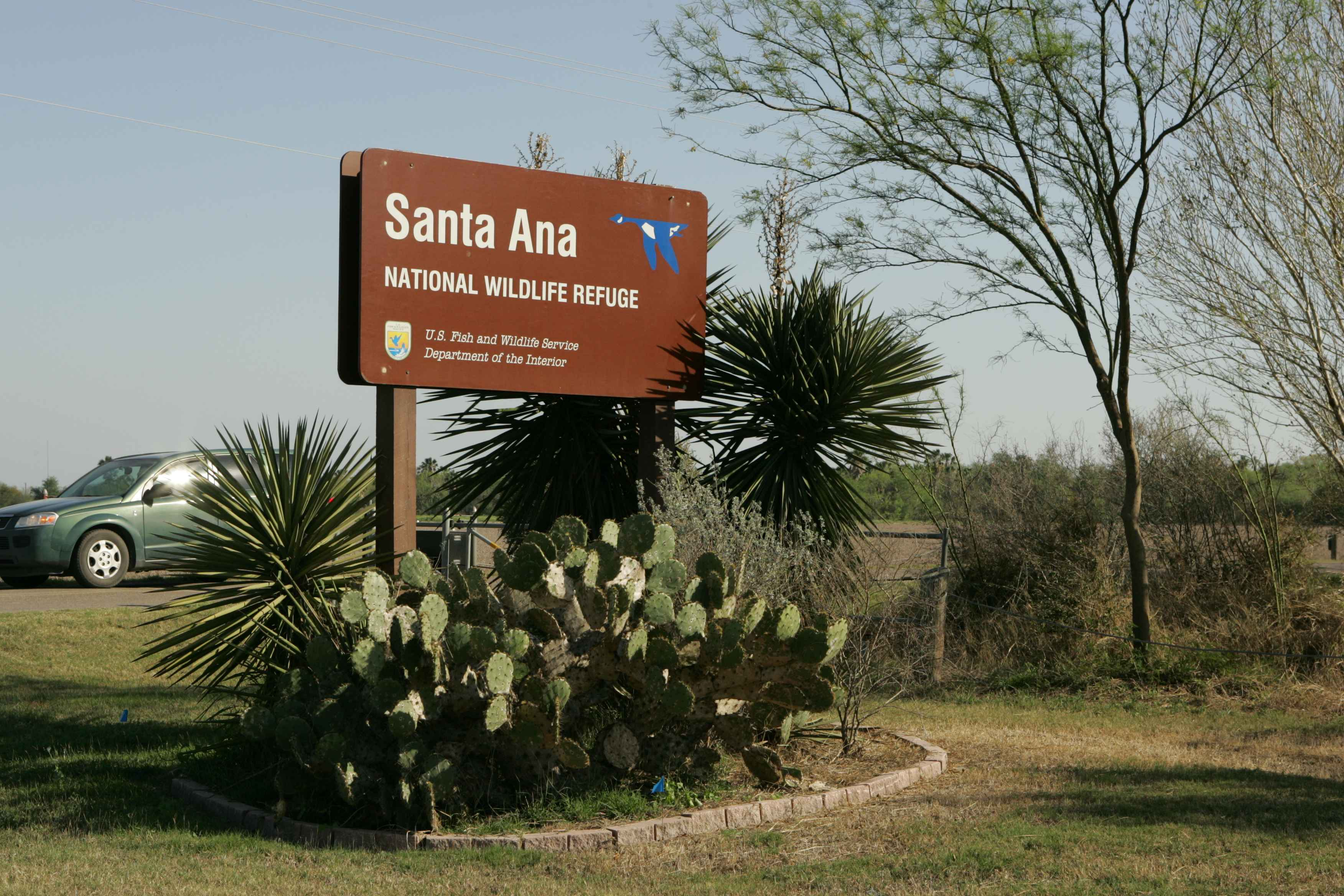
Eingang zum Santa Ana National Wildlife Refuge

## Persönlichkeiten
- Michael David Pfeifer (* 1937), römisch-katholischer Geistlicher, Bischof von San Angelo 1985–2013